# مسجد كفيريكي (جورجيا)
مسجد كفيريكي (بالتركية: Kvirike Camii، بالجورجية: კვირიკეს ჯამე) هو مسجد جامع في منطقة أجاريا المتمتعة بالحكم الذاتي، جنوب غرب جورجيا. يعد المسجد واحدا من أقدم المساجد المتبقية في أجاريا، حيث يعود تاريخه إلى 1861. تم تزيين المبنى بشكل كبير بالنقوش الخشبية المزخرفة. تم إدراج المسجد في قائمة المعالم الثقافية الغير منقولة ذات الأهمية الوطنية في جورجيا.
بنى المسجد حرفي لازي؛ عندما كانت المنطقة جزءاً من الدولة العثمانية. مثل غيره من المساجد المبكرة في أجاريا، يمزج تخطيط مسجد كفيريكي بين التأثيرات العثمانية والعناصر المعمارية المحلية للقرى الجورجية. كان للمسجد مئذنة ومدرسة، تم هدمهما من قبل السلطات السوفيتية في عشرينيات القرن العشرين. تتميز الجدران الخارجية والداخلية وكذلك المحراب والمنبر والأعمدة والشرفة بأعمال خشبية أصلية. في 2013، تم تجديد المسجد، وهو الآن مخصص لأداء الصلوات يوم الجمعة أو العطلات الرسمية.